# Marta Lach
Marta Lach   (Osiek, 26 de maig de 1997) és una ciclista polonesa. Actualment corre a l'equip ciclista femení Team SD Worx-Protime, en ciclisme de carretera.

## Palmarès
- 2014
  -  Campiona de Polònia en ruta júnior
- 2019
  - Vencedora d'una etapa al Gran Premi Elsy Jacobs
- 2020
  -  Campiona de Polònia en ruta
- 2021
  - 1a a la La Picto-Charentaise
- 2022
  - Vencedora d'una etapa al Tour de Romandia
  - Vencedora d'una etapa al Tour de Bretanya femení
- 2023
  - Vencedora d'una etapa al Tour de Bretanya femení
  - 1a al Gran Premi de Fourmies
  - 1a a la Grisette Gran Premi de Valònia
- 2024
  - 1a al Festival Elsy Jacobs a Garnich
  - 1a al Festival Elsy Jacobs a Luxembourg
  - 1a al Tour de l'illa de Chongming i vencedora de dues etapes
- 2025
  - 1a a la Nokere Koerse
  - 1a al Festival Elsy Jacobs a Garnich

### Resultats a les Grans Voltes
Resultats al Giro d'Itàlia
- 2019: 47a posició
- 2021: 24a posició
- 2022: 34a posició

Resultats al Tour de França
- 2022: no surt a la 6a etapa
- 2023: 51a posició
- 2024: no surt a la 6a etapa